# Olesicampe
Olesicampe is een geslacht van insecten uit de orde vliesvleugeligen (Hymenoptera) en de familie Ichneumonidae.

## Soorten
- O. abnormis (Brischke, 1880)
- O. affinis (Parfitt, 1882)
- O. alaskensis (Ashmead, 1902)
- O. albispina (Cameron, 1886)
- O. alboplica (Thomson, 1887)
- O. alienata (Gravenhorst, 1829)
- O. alpestris (Cameron, 1886)
- O. alpina (Strobl, 1904)
- O. annulata (Provancher, 1879)
- O. annulitarsis (Thomson, 1887)
- O. argentata (Gravenhorst, 1829)
- O. arvensis (Gravenhorst, 1829)
- O. atypica (Viereck, 1925)
- O. auctor (Gravenhorst, 1829)
- O. banffensis (Viereck, 1925)
- O. barbata (Provancher, 1886)
- O. basalis (Thomson, 1887)
- O. beginii (Ashmead, 1896)
- O. bimaculata (Gravenhorst, 1829)
- O. binotata (Thomson, 1887)
- O. brachyura (Ashmead, 1890)
- O. breviseta (Brischke, 1880)
- O. buccata (Thomson, 1887)
- O. californica (Cresson, 1879)
- O. canaliculata (Gravenhorst, 1829)
- O. cavigena (Thomson, 1887)
- O. clandestina (Holmgren, 1860)
- O. clypearis (Brischke, 1880)
- O. cognata (Brischke, 1880)
- O. confinis (Holmgren, 1858)
- O. conformis (Ratzeburg, 1848)
- O. conglomerata Hedwig, 1956
- O. consobrina (Holmgren, 1860)
- O. consueta (Brues, 1910)
- O. crassitarsis (Thomson, 1887)
- O. curtigena (Thomson, 1887)
- O. cushmani (Viereck, 1926)
- O. decora (Viereck, 1925)
- O. delicata (Viereck, 1925)
- O. dentata (Provancher, 1874)
- O. deposita (Brues, 1910)
- O. depressa (Brischke, 1880)
- O. dispar (Gmelin, 1790)
- O. egregia (Viereck, 1925)
- O. elongata (Brischke, 1880)
- O. errans (Holmgren, 1860)
- O. erythropyga (Holmgren, 1860)
- O. extrema (Holmgren, 1872)
- O. femorella (Thomson, 1887)
- O. flaveolata (de Stefani, 1894)
- O. flaviclypeus (Viereck, 1921)
- O. flavicornis (Thomson, 1887)
- O. flavifacies Kasparyan, 1976
- O. flaviricta (Cresson, 1864)
- O. forticostata (Schmiedeknecht, 1909)
- O. fossata (Viereck, 1925)
- O. fulcrans (Thomson, 1887)
- O. fulviventris (Gmelin, 1790)
- O. gallicator (Aubert, 1964)
- O. genalis Horstmann & Yu, 1999
- O. geniculata (Uchida, 1932)
- O. geniculatae Quednau & Lim, 1983
- O. geniculella (Thomson, 1887)
- O. genuicincta (Hedwig, 1932)
- O. gibba (Brischke, 1880)
- O. gracilipes (Thomson, 1887)
- O. heterogaster (Thomson, 1887)
- O. illepida (Cresson, 1872)
- O. incompleta (Brischke, 1880)
- O. incrassator (Holmgren, 1856)
- O. insidiator (Gravenhorst, 1829)
- O. johnsoni (Viereck, 1925)

- O. kincaidi (Davis, 1898)
- O. lata (Viereck, 1925)
- O. laticeps (Brischke, 1880)
- O. longicornis (Brischke, 1880)
- O. longipes (Muller, 1776)
- O. lophyri (Riley, 1877)
- O. lucida Szepligeti, 1916
- O. macellator (Thunberg, 1822)
- O. melanogaster (Thomson, 1887)
- O. mimetica (Viereck, 1925)
- O. montezuma (Cameron, 1886)
- O. monticola (Hedwig, 1938)
- O. nematicida (Viereck, 1925)
- O. nematorum (Tschek, 1871)
- O. nigricoxa (Thomson, 1887)
- O. nigridorsis (Viereck, 1925)
- O. nigrifemur (Szepligeti, 1901)
- O. nigroplica (Thomson, 1887)
- O. obscura (Roman, 1923)
- O. obscuripes (Viereck, 1903)
- O. ocellata (Viereck, 1925)
- O. pagana (Holmgren, 1860)
- O. paludicola (Holmgren, 1860)
- O. pallidipes (Roman, 1926)
- O. patellana (Thomson, 1887)
- O. patula (Viereck, 1925)
- O. peraffinis (Ashmead, 1890)
- O. peregrina (Brischke, 1880)
- O. petiolata (Viereck, 1925)
- O. pikonemae Walley, 1942
- O. plena (Brues, 1910)
- O. praecox (Holmgren, 1860)
- O. praeoccupator (Aubert, 1974)
- O. proterva (Brischke, 1880)
- O. prussica (Brischke, 1880)
- O. pteronideae (Rohwer, 1915)
- O. pubescens (Ratzeburg, 1844)
- O. punctitarsis (Thomson, 1887)
- O. radiella (Thomson, 1885)
- O. ratzeburgi (Tschek, 1871)
- O. retusa (Thomson, 1887)
- O. ruficornis (Provancher, 1875)
- O. rugulosa (Brischke, 1880)
- O. sericea (Holmgren, 1856)
- O. signata (Brischke, 1880)
- O. sinuata (Thomson, 1887)
- O. sordidella (Holmgren, 1860)
- O. spireae (Thomson, 1887)
- O. sternella (Thomson, 1887)
- O. stigmatica (Brischke, 1880)
- O. tarsata (Brischke, 1880)
- O. tarsator (Thomson, 1887)
- O. tecta (Brues, 1910)
- O. terebrator Hinz, 1975
- O. teutonum (Dalla Torre, 1901)
- O. thapsicola Seyrig, 1927
- O. thoracica (Brischke, 1880)
- O. tianschanica (Kokujev, 1915)
- O. transiens (Ratzeburg, 1848)
- O. typica (Viereck, 1925)
- O. umbrata (Brischke, 1880)
- O. vetula (Holmgren, 1860)
- O. vetusta (Brues, 1910)
- O. vexata (Holmgren, 1860)
- O. virginiensis (Viereck, 1921)
- O. vitripennis (Holmgren, 1860)